# Shane Clash
Shane Clash (* 3. Juni 1979 in Abergavenny) ist ein ehemaliger britischer Biathlet.

## Karriere
Shane Clash startete zunächst für das 22 Regiment Royal Artillery, anschließend für das 40 Regiment Royal Artillery und schließlich für das 12 Regiment Royal Artillery. Der Waliser aus Caerphilly wurde von Jason Sklenar trainiert. Biathlon betrieb er seit 1998, seit 2004 als Mitglied des britischen Nationalteams. Seine ersten internationalen Rennen bestritt Clash 2005 in Langdorf im Rahmen des Biathlon-Europacups. Im Sprint wurde er 43., im folgenden Verfolgungsrennen kam er nach einer Überrundung nicht ins Ziel. Bestes Ergebnis war noch im selben Jahr ein 29. Rang in einem Verfolger in Gurnigel. Höhepunkt in Clashs internationaler Karriere waren die Biathlon-Europameisterschaften 2008 in Nové Město na Moravě. Er belegte im Einzel den 66. Rang, wurde 68. im Sprint und 15. mit der Staffel. Alle internationalen Einsätze des Briten beschränkten sich auf Europa- und IBU-Cup-Rennen. National gewann Clash fünf Meistertitel im Biathlon und wurde zudem einmal Zweiter und zweimal Dritter. Nach den nationalen Meisterschaften 2008 beendete er schließlich seine Karriere.